# Hochofenanlage Kendlbruck

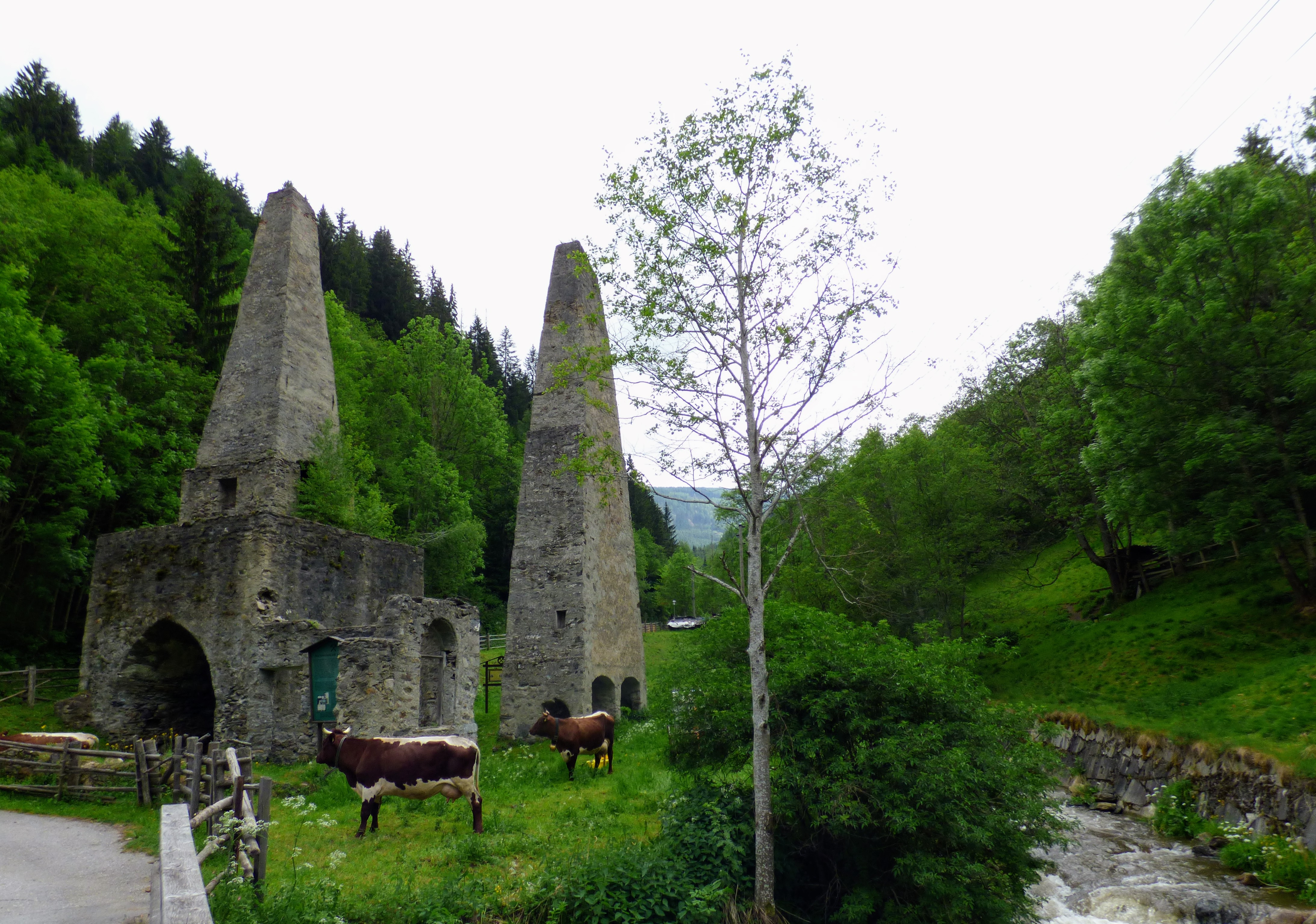
Ruine der Hochofenanlage in Kendlbruck

Die ehemalige Hochofenanlage Kendlbruck stand am Talausgang des Mühlbaches in der Ortschaft Kendlbruck in der Gemeinde Ramingstein im Bezirk Tamsweg im Land Salzburg. Die Ruinen stehen unter Denkmalschutz (Listeneintrag).

## Geschichte
Die Verhüttung von Eisen mit Welsch- und Zainhammer wurde in Ramingstein im 15. Jahrhundert begonnen. Der heutige Bestand der Ruine entstand in der Mitte des 18. Jahrhunderts und wurde 1830 stillgelegt. Der Bestand der Ruine wurde 1972 baulich abgesichert.

## Beschreibung
Der Floßofen hat einen Ofenstock mit einem deutlich verjüngtem Rauchaufsatz mit einer Höhe von 21 m. Südwestlich davon steht eine Esse mit zwei Feuerstellen mit einem ab ca. 10 m gemeinsamen Rauchabzug und der heutigen Höhe von 18 m. Beide Bauten waren ehemals von einer gemeinsamen Werkhalle umbaut, Reste davon sind mit neugotischen Spitzfenstern erhalten.